# Archophileurus
Archophileurus är ett släkte av skalbaggar. Archophileurus ingår i familjen Dynastidae.

## Dottertaxa tillArchophileurus, i alfabetisk ordning[1]
- Archophileurus alternans
- Archophileurus aper
- Archophileurus bifoveatus
- Archophileurus burmeisteri
- Archophileurus chaconus
- Archophileurus clarionicus
- Archophileurus cribrosus
- Archophileurus digitalia
- Archophileurus elatus
- Archophileurus fimbriatus
- Archophileurus fodiens
- Archophileurus foveicollis
- Archophileurus guyanus
- Archophileurus kolbeanus
- Archophileurus latipennis
- Archophileurus oedipus
- Archophileurus opacostriatus
- Archophileurus ovis
- Archophileurus passaloides
- Archophileurus peruanus
- Archophileurus petropolitanus
- Archophileurus quadrivii
- Archophileurus simplex
- Archophileurus spinosus
- Archophileurus sus
- Archophileurus temnorrhynchodes
- Archophileurus tmetoplus
- Archophileurus trituberculatus
- Archophileurus wagneri
- Archophileurus vervex
- Archophileurus zischkai